# Мульт личности
«Мульт ли́чности» — телепередача с анимированными персонажами (технология motion capture) пародийного характера, выходившая на «Первом канале» с 15 ноября 2009 по 24 февраля 2013 года.

## История программы
В 2009 году актриса Ингеборга Дапкунайте рассказала генеральному директору «Первого канала» Константину Эрнсту о семье Либерманов (братья Давид и Даниил и их сёстры Мария и Анна), занимавшейся созданием видеоигр, через некоторое время Эрнст позвонил им и сообщил, что искал людей для создания анимационного шоу, в котором бы обыгрывались актуальные события и высмеивались образы известных людей в мультипликационном воплощении, после чего Либерманы подготовили пилотный эпизод с «танцующей Собчак». Затем Эрнст в течение нескольких месяцев не выходил на связь, ведя переговоры с другими производителями, но в итоге всё же выбрал Либерманов, согласившихся создавать 3D-анимацию по цене $ 4 тыс. за минуту, в то время как, например, минута анимации в проектах «Союзмультфильма» стоит от 200 до 800 тыс. рублей. Также Анна Либерман привлекла к производству шоу Дмитрия Азадова, создателя первого российского трёхмерного мультсериала «Дятлоws», и в результате с «Первым каналом» был подписан годовой контракт на $ 3,5 млн.
В начале лета 2009 года студия Либерманов «Пространство идей» приступила к производству шоу. Режиссёром первых выпусков выступил Василий Пичул, ранее принимавший участие в создании передачи «Куклы», но из-за желания заниматься кино он покинул проект, и его заменил бывший режиссёр шоу «Большая разница» и «Прожекторперисхилтон» Юрий Владовский. Нарисовать героев шоу было поручено главному художнику журнала «Крокодил» Владимиру Мочалову, после чего художники делали каждому персонажу сетку лица, прорабатывая широкий спектр эмоций героя. Затем в павильоне «Мосфильма» актёры, одетые в чёрные костюмы, увешанные пенопластовыми шариками с датчиками, фиксирующими движения, играли сцены шоу, и впоследствии их движения воспроизводились мультперсонажами.
Первое время один сюжет с участием нескольких персонажей длится 3-4 минуты, а каждый выпуск состоял из нескольких сюжетов. В сюжетах обыгрываются известные всем события либо характерные черты поведения знаменитостей. Позже один сюжет был растянут на целый выпуск.
Специальные сюжеты, представляющие собой музыкальные номера-пародии, включались в «Новогоднюю ночь на Первом канале» (2009—2010, 2010—2011, 2011—2012, 2012—2013).
После закрытия программы в 2014 году между вещателем программы («Первым каналом») и её производителем (студией «Пространство идей») возник спор из-за приложения к договору на её производство: согласно этому приложению производитель обязался предоставить вещателю 17 выпусков четвёртого сезона «Мульт личности». 5 передач ответчик должен был предоставить в первом квартале 2013 года, ещё 4 — во втором. Производитель этих обязательств перед вещателем не выполнил — было представлено всего три выпуска программы, причём третий — с большой задержкой по срокам и с невыполнением условий договора о технических параметрах передачи: студия отказалась предоставлять её в формате высокой чёткости HD. По решению суда студия «Пространство идей» должна была выплатить «Первому каналу» 54 млн рублей.

## Список спародированных знаменитостей
| Политики: - Роман Абрамович (1—3 сезоны) - Борис Грызлов (2—3 сезоны) - Геннадий Зюганов (1—4 сезоны) - Кирсан Илюмжинов (2—3 сезоны) - Хиллари Клинтон (1—4 сезоны) - Сергей Лавров (1—3 сезоны) - Валентина Матвиенко (3—4 сезоны) - Дмитрий Медведев (1—2 сезоны) - Сергей Миронов (2—4 сезоны) - Рашид Нургалиев (2—3 сезоны) - Виталий Мутко (2—4 сезоны) - Алексей Кудрин (1—3 сезоны) - Геннадий Онищенко (1—4 сезоны) - Михаил Прохоров (2—4 сезоны) - Николя Саркози (1—4 сезоны) - Сергей Собянин (2—3 сезоны) - Юлия Тимошенко (1, 3 сезоны) - Анатолий Чубайс (1—4 сезоны) - Сергей Шойгу (4 сезон) - Арсений Яценюк (1 сезон) | Главы государств: - Александр Лукашенко (1—4 сезоны) - Франсуа Олланд (4 сезон) - Владимир Путин (1—2, 4 сезоны) - Ангела Меркель (1—4 сезоны) - Барак Обама (1—4 сезоны) - Михаил Саакашвили (1—4 сезоны) - Виктор Янукович (1—2 сезоны) Телеведущие: - Екатерина Андреева (1—4 сезоны) - Дмитрий Губерниев (2—4 сезоны) - Максим Галкин (1—4 сезоны) - Лариса Гузеева (2—3 сезоны) - Дмитрий Дибров (1—4 сезоны) - Тина Канделаки (1—4 сезоны) - Андрей Малахов (2—3 сезоны) - Владимир Познер (1-4 сезоны) - Глеб Пьяных (1—3 сезоны) - Дмитрий Нагиев (3—4 сезоны) - Иван Ургант (4 сезон) | Звёзды спорта: - Дик Адвокат (2—3 сезоны) - Андрей Аршавин (1—4 сезоны) - Николай Валуев (2—4 сезоны) - Роберто Карлос (3—4 сезоны) - Александр Овечкин (1—4 сезоны) - Евгений Плющенко (1—3 сезоны) - Татьяна Тарасова (1—4 сезоны) - Гус Хиддинк (1—4 сезоны) - Уле-Эйнар Бьёрндаллен (1 сезон) - Евгений Устюгов (1 сезон) Учёные: - Николай Дроздов (1—3 сезоны) - Григорий Перельман (2—4 сезоны) Поэты: - Александр Пушкин (2 сезон) - → Илья Резник (1—3 сезоны) Вымышленные персонажи: - Мадлен Петров (2—4 сезоны) (появлялся и в , и в , но имя — , прототип — Роман Емельянов) - Мадлен Петрова (4 сезон) (имя — ) - Секретарша Обамы (1 сезон) - Два личных солдата-охранника Елизаветы II (2—4 сезоны) - Солдаты-охранники замка Елизаветы II (2 сезон) - Солдат-садовник Елизаветы II (3 сезон) - Люди в масках (3 сезон) (появлялись как в , так и в ) | Деятели шоу-бизнеса и культуры: - Николай Басков (1—4 сезоны) - Сергей Безруков (2 сезон) - Фёдор Бондарчук (4 сезон) - Михаил Боярский (2—4 сезоны) - Карла Бруни (1—4 сезоны) - Елена Ваенга (4 сезон) - Анастасия Волочкова (1—4 сезоны) - Анджелина Джоли (2—4 сезоны) - Сергей Зверев (1—4 сезоны) - → Филипп Киркоров (1—4 сезоны) - Наоми Кэмпбелл (3—4 сезоны) - Григорий Лепс (3—4 сезоны) - Лолита Милявская (1—4 сезоны) - Стас Михайлов (2—4 сезоны) - Никита Михалков (1—4 сезоны) - Иван Охлобыстин (4 сезон) - → Алла Пугачёва (1—4 сезоны) - Оксана Фёдорова (2—3 сезоны) - Жерар Депардьё (4 сезон) Юмористы: - Евгений Петросян (1—2, 4 сезоны) - Ксения Собчак (1—3 сезоны) - Елена Степаненко (1—2, 4 сезоны) Отошли от дел (умерли / уволились, но во время съёмок сериала были при должности): - Бенедикт XVI (2—3 сезоны) - Владимир Жириновский (1—4 сезоны) - Юрий Лужков (1—3 сезоны) - Уго Чавес (2 сезон) - Сильвио Берлускони (1—4 сезоны) - Виктор Ющенко (1—3 сезоны) - Михаил Задорнов (1—4 сезоны) - Анатолий Сердюков (4 сезон) - Елизавета II (1—4 сезоны) |

## Роли озвучивали
- Даниил Щебланов[18] — Андрей Аршавин, Николай Басков, Максим Галкин, Дмитрий Дибров, Геннадий Онищенко, Барак Обама, Михаил Задорнов, Евгений Петросян, Дмитрий Губерниев, Сильвио Берлускони, Глеб Пьяных, Александр Овечкин, Алексей Кудрин, Евгений Плющенко, Виталий Мутко, Николай Дроздов, Арсений Яценюк, Роман Абрамович, Андрей Малахов, Юрий Лужков, Александр Пушкин, Дмитрий Нагиев, Франсуа Олланд
- Сергей Бурунов[19] — Владимир Познер, Никита Михалков, Геннадий Зюганов, Сергей Лавров, Дмитрий Медведев, Дик Адвокат, Виктор Ющенко, Гус Хиддинк, Стас Михайлов, Сергей Собянин, Григорий Лепс, Фёдор Бондарчук, Николя Саркози, Александр Лукашенко, Сергей Безруков, Виктор Янукович
- Константин Кожевников[20] — Алла Пугачёва, Филипп Киркоров, Владимир Жириновский, Сергей Зверев, Михаил Саакашвили
- Александр Лобанов[21] — Сергей Собянин, Николай Валуев, Виталий Мутко, Григорий Перельман, Сергей Миронов, Кирсан Илюмжинов, Михаил Боярский (в первых выпусках)
- Ирина Киреева[18] — Тина Канделаки, Екатерина Андреева, Хиллари Клинтон, Елена Степаненко, Оксана Фёдорова, Анджелина Джоли, Наоми Кэмпбелл
- Лариса Брохман[22] — Анастасия Волочкова, Елизавета II, Ангела Меркель, Карла Бруни, Лолита Милявская, Валентина Матвиенко, Татьяна Тарасова, Лариса Гузеева, Елена Ваенга
- Василиса Воронина[18] — Ксения Собчак, Юлия Тимошенко
- Олег Есенин[23] — Иван Ургант, Владимир Путин, Иван Охлобыстин, Михаил Боярский[24], Сергей Шойгу
- Василий Стоноженко[13] — Гус Хиддинк (в первых выпусках)
- Вадим Галыгин — Александр Лукашенко (в первых выпусках)
- Дмитрий Грачёв[25] — Владимир Путин (в первых выпусках)
- Алексей Воробьёв — Рашид Нургалиев

## Популярность персонажей
Цифра в скобках — количество выпусков, в которых появился персонаж. Список составлен по состоянию на 24 февраля 2013 года по 48 выпускам.

| Участие в более чем 20 выпусках - Анастасия Волочкова (40) - Андрей Аршавин (39) - Николай Басков (35) - Алла Пугачёва (34) - Максим Галкин (33) - Лолита Милявская (32) - Ксения Собчак (30) - Филипп Киркоров (30) - Владимир Жириновский (29) - Дмитрий Дибров (28) - Александр Лукашенко (28) - Сергей Зверев (26) - Тина Канделаки (26) - Николай Валуев (26) - Геннадий Онищенко (25) - Барак Обама (24) - Владимир Познер (24) - Никита Михалков (23) | Участие в 11—20 выпусках - Екатерина Андреева (20) - Елизавета II (20) - Сильвио Берлускони (20) - Геннадий Зюганов (19) - Николя Саркози (18) - Михаил Задорнов (17) - Хиллари Клинтон (17) - Ангела Меркель (16) - Роман Абрамович (14) - Евгений Петросян (14) - Карла Бруни (14) - Сергей Лавров (13) - Алексей Кудрин (13) - Дмитрий Губерниев (13) - Татьяна Тарасова (13) - Сергей Миронов (11) - Владимир Путин (11) - Мадлен Петров (11) | Участие в 6—10 выпусках - Елена Степаненко (10) - Михаил Прохоров (10) - Александр Овечкин (10) - Дмитрий Медведев (9) - Илья Резник (9) - Глеб Пьяных (9) - Андрей Малахов (9) - Дик Адвокат (9) - Борис Грызлов (9) - Валентина Матвиенко (9) - Оксана Фёдорова (9) - Анджелина Джоли (9) - Юлия Тимошенко (8) - Виктор Ющенко (8) - Юрий Лужков (8) - Евгений Плющенко (8) - Лариса Гузеева (8) - Григорий Перельман (8) - Два личных Солдата-охранника Елизаветы II (7) - Михаил Саакашвили (8) - Гус Хиддинк (7) - Виталий Мутко (7) - Стас Михайлов (6) - Анатолий Чубайс (6) | Участие в 5 и менее выпусках - Сергей Собянин (5) - Михаил Боярский (5) - Григорий Лепс (4) - Виктор Янукович (4) - Николай Дроздов (4) - Уго Чавес (3) - Кирсан Илюмжинов (3) - Рашид Нургалиев (3) - Бенедикт XVI (3) - Дмитрий Нагиев (3) - Роберто Карлос (3) - Мадлен Петрова (3) - Наоми Кэмпбелл (3) - Иван Ургант (3) - Елена Ваенга (3) - Арсений Яценюк (2) - Александр Пушкин (2) - Сергей Безруков (2) - Фёдор Бондарчук (2) - Люди в масках (2) - Франсуа Олланд (2) - Сергей Шойгу (2) - Уле-Эйнар Бьёрндаллен (1) - Евгений Устюгов (1) - Анатолий Сердюков (1) - Иван Охлобыстин (1) - Жерар Депардье (1) - Секретарша Б. Обамы (1) - Солдаты-охранники замка Елизаветы II (1) - Солдат-садовник Елизаветы II (1) |

## Награды
- 2010 год — «ТЭФИ» в номинации «Художник-постановщик телевизионной программы». Дмитрий Азадов, Анна Либерман «Мульт Личности» (ООО «Пространство идей»).

## Критика
Программа вызвала бурную реакцию в российской и иностранной прессе и блогосфере. Особенный интерес вызвал 4-й эпизод, вышедший в эфир в рамках новогодней передачи на «Первом канале» вскоре после боя курантов. В нём, впервые с начала правления Президента Владимира Путина, по государственному телевидению была показана анимационная карикатура на него самого и президента Дмитрия Медведева. По мнению сценариста программы «Куклы» Виктора Шендеровича: «Это не пародия на „Куклы“, это симуляция сатиры».
Глава МИД России Сергей Лавров, увидев в телеэфире передачу с участием своей виртуальной копии, впоследствии признался, что персонаж ему понравился: «Это забавно, хотя „Куклы“ были лучше».
Телекритик Слава Тарощина отозвалась о премьере передачи следующим образом:

К концу 2009-го стартовал <...> проект «Мульт личности». И тотчас, с первого выпуска, стало ясно: попытка не удалась. Сама трёхмерная анимация чудо как хороша. Всё остальное — ниже уровня разговора. Отсутствует не только композиция, но и представление о ней. Сюжеты наступают друг другу на пятки, узнаваемых характеров нет, об острой сатире не может быть и речи, юмор хуже петросяновского (Канделаки спрашивает Волочкову: «Ты про сарказм слышала?» —  «Да». — «Откуда?» — «Я его испытывала».) Пародии на Пугачёву с Галкиным злобны и неостроумны до неприличия...
При анализе программы неоднократно отмечалось, что, в отличие от программы «Куклы», актуальные проблемы государства и непосредственно российской политики в программе «Мульт личности» практически не обыгрывались, так как основной упор делался на звёзд эстрады и политиков из других стран мира — в частности, США, Белоруссии, Украины и Грузии.